# Neocladia
Neocladia is een geslacht van vliesvleugeligen uit de familie Encyrtidae. De wetenschappelijke naam van dit geslacht is voor het eerst geldig gepubliceerd in 1906 door Perkins.

## Soorten
Het geslacht Neocladia omvat de volgende soorten:
- Neocladia angulimaculata (Xu & He, 2003)
- Neocladia baethei (Girault, 1922)
- Neocladia bicoloripes (Hayat, 2003)
- Neocladia calicutana (Hayat, 2003)
- Neocladia dei (Girault, 1922)
- Neocladia dilatata (Girault, 1932)
- Neocladia emersoni (Girault, 1923)
- Neocladia gigantea (Girault, 1915)
- Neocladia gigantica (Subba Rao, 1973)
- Neocladia giorgionei (Girault, 1932)
- Neocladia globosa (Girault, 1920)
- Neocladia howardi Perkins, 1906
- Neocladia indica (Agarwal, 1970)
- Neocladia korotjaevi Trjapitzin & Triapitsyn, 2010
- Neocladia longimarginalis (Subba Rao, 1973)
- Neocladia madhukari (Mani & Kaul, 1973)
- Neocladia maxima (Girault, 1915)
- Neocladia mikhailovi Trjapitzin & Triapitsyn, 2010
- Neocladia myersi (Waterston, 1928)
- Neocladia narendrani Hayat, 2003
- Neocladia odacon (Walker, 1838)
- Neocladia orientalis (Subba Rao, 1971)
- Neocladia perkinsi Subba Rao, 1971
- Neocladia phelos (Noyes, 2010)
- Neocladia poeta (Girault, 1928)
- Neocladia prius (Noyes, 2010)
- Neocladia punctaticeps (Girault, 1928)
- Neocladia senegalensis (Risbec, 1951)
- Neocladia shadsaka (Mani & Kaul, 1973)
- Neocladia thoreauini (Girault, 1915)
- Neocladia tibialis Annecke, 1965
- Neocladia trifasciata Singh & Agarwal, 1993
- Neocladia uttara (Hayat, 2003)
- Neocladia violascens Masi, 1926
- Neocladia waterstoni (Subba Rao, 1971)
- Neocladia zora (Hayat, 2003)